# Kim Tae-joon (réalisateur)
Pour les articles homonymes, voir Kim et Kim Tae-joon.
Dans ce nom coréen, le nom de famille précède le nom personnel Kim.
Kim Tae-joon (hangeul : 김태준 ; RR : Gim Taejun) est une réalisateur sud-coréen, né en 1984.

## Biographie

### Carrière
En mars 2021, en tant que scénariste et réalisateur, Kim Tae-joon commence le tournage de son premier long métrage Unlocked, adapté du roman japonais Sumaho o otoshita dake nanoni (スマホを落としただけなのに) d'Akira Shiga, avec Yim Si-wan et Cheon Woo-hee dans les rôles principaux,. Ce film est exclusivement diffusé le 17 février 2023 sur la plateforme Netflix.
Début avril 2024, il est révélé en train de préparer son second film, intitulé 84제곱미터 (litt. « 84 mètres carrés »), pour la société Mizifilm, avec Kang Ha-neul, Yeom Hye-ran et Seo Hyun-woo dans les rôles principaux. Netflix s'associe au projet du réalisateur, et le titre international est Wall to Wall. Il sort le 18 juillet 2025, également sur la plateforme Netflix,.

## Filmographie

### Longs métrages
Réalisateur et scénariste
- 2023 : Unlocked (스마트폰을 떨어뜨렸을 뿐인데)
- 2025 : 84 m2 (84제곱미터)